# Гущин, Виталий Андреевич
Виталий Андреевич Гущин (9 февраля 1939, Ленинград — 20 декабря 2002, Санкт-Петербург, Петергоф) — инженер-конструктор, изобретатель, филокартист, краевед, Почетный гражданин города Петергофа (3.11.1991), автор 5-томного исследовательского труда «История Петергофа и его жителей».

## Биография
Виталий Гущин родился  9 февраля 1939 года в Ленинграде.
Отец - Андрей Иванович Гущин, почетный лесовод, участник Великой Отечественной войны, мать - Зоя Николаевна Гущина.  В начале ВОВ семья эвакуировалась из Ленинграда в Башкирию, после войны вернулись.С 1947 г. обосновались в Петергофе, где один из родственников Андрея Ивановича, Матвей Гущин, до революции 1917 г. служил в Уланском полку.
Учился в школе № 415 – в то время бывшей, а в наши дни вновь возвратившей себе имя гимназии Александра II. Окончил Ленинградский институт авиационного приборостроения (ныне - ГУАП) по специальности "радиоинженер" (1958 - 1963).
Работал в должности старшего инженера комплексной лаборатории в Особом конструкторском бюро при Ленинградском Электромеханическом заводе (ЛЭМЗ) , затем главным конструктором и руководителем ОКБ.

### Достижения
На счету В. А. Гущина 7 внедренных изобретений, в т.ч. радиолокационный комплекс «Морской радар» и «Рейд».
- почетные знаки «Отличник погранвойск» I  и II степеней[3];
- медаль «Ветеран труда»;
- звание «Ударник коммунистического труда»;
- имя внесено в энциклопедию «Приборостроители России»[2].

## Краеведческая работа
Исследование истории дореволюционного Петергофа началось с увлечения филокартией и стало почти второй профессией.Открытки с видами довоенного и дореволюционного Петергофа и вырезки из газет  В. А. Гущин  стал собирать с 8 класса, пополнял свою коллекцию, будучи студентом. После института В. А. Гущину по долгу службы довелось объездить всю страну  от  Северного моря до Черного, от Балтики до Тихого океана. В командировки он неизменно брал с собой книги о Ленинграде и менял их на открытки с изображениями дореволюционного  и довоенного Петергофа.
В Центральном государственном историческом архиве на Английской набережной  В. А. Гущин кропотливо изучал документы, связанные с Петергофом. Из архивных данных формировал картотеку  улиц, домов, имен местных жителей и дачников загородной императорской резиденции.  Эти сведения легли в основу викторин, адресованных любителям и знатокам истории Петергофа и более ста статей, опубликованных в муниципальных газетах «Ракета», «Заря коммунизма», «Петергофский вестник» и краеведческих сборниках.
```
В самой первой своей статье «О Петергофе рассказывает открытка»   В. А. Гущин выступает как филокартист. Опираясь на материалы своей коллекции, проводит небольшой экскурс в историю открытки в России и мире в целом, говорит о её исторической ценности с точки зрения изображения на ней: «Открытка отражала все крупнейшие события в жизни страны <…> На открытках сохранились виды домов, улиц, городов, по разным причинам уже не существующих в наши дни». Статья завершается справедливым замечанием В. А. Гущина, что «…Собирание открыток вплотную смыкается с краеведением, изучением истории родного края. Вот почему надо пополнять коллекцию не только почтовыми карточками, но и специальной литературой».
```

Именно такой литературой стали небольшие издания карманного формата серии «Утраченные памятники Петергофа» (1997-1999), оригинал-макеты и оформление которых краевед создавал самостоятельно.Серия посвящалась утраченным памятникам архитектуры, жизни выдающихся людей, оставивших свой след в истории города.
В ходе исследовательской работы В. А. Гущин активно пополнял свою коллекцию уже не только открытками, но и другими свидетельствами прошлого – значками, афишами, документами. Был хорошо знаком с В. Е. Ардикуцей, С. С. Гейченко, А. Г. Раскиным  и другими краеведами Петергофа,научными сотрудниками музеев-заповедников «Петергоф», «Ораниенбаум», «Павловск», «Царское Село», «Гатчина» и других музеев, петербургских архивов и библиотек.
Итогом исследовательской работы стали 5 томов  главного труда его жизни «Истории Петергофа и его жителей».

### История Петергофа и его жителей
Сам В. А. Гущин подробно охарактеризовал свой труд в статье «Размышление после торжеств». Он особо подчеркивает, что каждая из книг посвящается «Светлой памяти всех живших в Петергофе».
Книга I. «История Петергофа и его жителей» (2001) дает общее представление о дореволюционном Петергофе, описывает его историю по временам царствования от императоров Петра I до Николая II. Приводится перечень основных работ в каждый период, статистические сведения, собиравшиеся краеведом более десятка лет на основе неизвестных архивных документов и свидетельств современников.
Книга II. «Старый Петергоф» (2004) посвящена улицам и поселкам уездного города Петергофа, располагавшихся западнее Английского парка. Последовательное описание истории отдельных участков по обе стороны каждой улицы позволило проследить фамилии их владельцев примерно с конца XVIII века по 1917 год. Таким образом исследователю удалось установить точные адреса проживания в Петергофе многих известных лиц, оставивших свой след в истории не только Петергофа, но и нашей страны. В этой же части города находится Свято-Троицкое кладбище — место, где покоятся создатели красоты императорской резиденции: простые рабочие, известные фонтанщики, гранильщики и другие прекрасные мастера своего дела, архитекторы, врачи и чиновники.
Книга III. «Новый Петергоф» (2005) описывает все улицы этой части города, Александрийской колонии и Деминского поселка (в советское время — поселок Свердлова). Принцип описания в ней прежний: последовательный рассказ о каждом участке, по возможности с момента его освоения. Именно в Новом Петергофе находилось управление всем городом, здесь же жили и все его управляющие, в различных министерских, готических, кавалерских и прочих казенных домах им с Высочайшего разрешения отводились квартиры. Приезжали сюда на лето вместе с императорской семьей или просто на дачу.
Книга IV «Императорская Гранильная фабрика» (2014) посвящена истории первого в России специализированного предприятия по производству художественных камнерезных изделий — Петергофской шлифовальной (или гранильной) фабрике. «Пильная мельница» была основана в 1723 г. по приказу Петра I для шлифования стекол и распиловки и полировки мягкого камня и самоцветов. Уникальные экспонаты многих музеев (в том числе Государственного Эрмитажа), мраморные, лазуритовые и малахитовые работы по внутренней отделке Исаакиевского собора выполнялись мастерами Петергофской гранильной фабрики (сегодня Петродворцовый часовой завод).
Книга V «Парки Петергофа» (2016) содержит подробные сведения о восьми пейзажных парках Петергофа: Александрии, Сергиевке (имении герцога Лейхтенбергского), при Собственной даче, Ольденбургского, Английском, Колонистском, Луговом, Александринском, большинство из которых до сих пор не восстановлено после разрушений Великой Отечественной войны.
Отдельная глава «Фонтанная система» посвящена уникальному гидротехническому сооружению, которое вот уже триста лет бесперебойно, без единого насоса, питает знаменитые фонтаны Петергофа — Петергофскому фонтанному водоводу. Пруды и каналы водовода гармонично вписаны в композицию Лугового, Колонистского и Английского парков, за счет него наполняются водоемы Александрии и Александринского (бывшего Пролетарского) парков. Строителем водовода был первый русский инженер-гидравлик Василий Григорьевич Туволков. Канал по топкой болотистой местности прокладывали простые крестьяне, работные люди и солдаты Нарвского, Выборгского, Псковского и Петербургского гарнизонов.
Первая книга из пяти увидела свет при жизни Виталия Андреевича. Оставшиеся четыре тома были изданы силами его родных. Издания снабжены справочным аппаратом: примечаниями, именным указателем и библиографией. Труды В. А. Гущина послужили надежным источником фактографической информации и основой дальнейших исследований для многих краеведов. На его книги ссылаются, либо рекомендуют к прочтению такие исследователи как Р. А. Абасалиев, С. Б. Горбатенко, О. П. Вареник, Т. К. Иванова, Е. П. Логунова, Х. И. Топаж, Е. Д. Юхнёва и другие.

### Общественная деятельность
Краевед не только писал о том, что было утрачено, но и активно боролся за спасение того, что еще осталось, пытаясь сохранить неповторимый «genius loci» города. Стремился уберечь от сноса старые здания, заброшенные и разграбленные усадьбы, исторические кладбища.
При непосредственном участии краеведа было сохранено и восстановлено надгробие писательницы Н. Д. Зайончковской, издан сборник «Петергофский Некрополь», возвращены исторические названия многим улицам Петергофа, установлены памятные доски гвардейским Петергофским полкам.

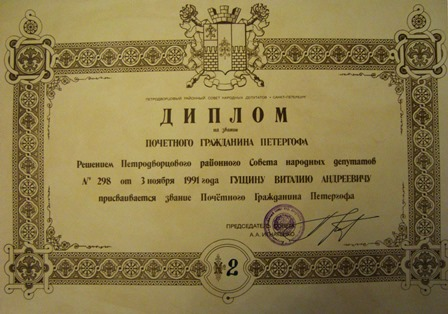
Диплом В. А. Гущина на звание Почетного гражданина Петергофа

Затем родилась идея по установке памятного камня на месте разрушенного Английского дворца .
Именно Виталию Гущину принадлежала инициатива объединить неравнодушных жителей Петергофа, любящих его историю. 1 апреля 1990 года было создано общество «Возрождение Петергофа».
В рамках деятельности общества  В. А. Гущин проводил бесплатные экскурсии по бывшим дачным местам дореволюционного Петергофа, читал лекции по истории города, сопровождая их выставками материалов своей краеведческой коллекции.
По инициативе членов общества была возрождена традиции празднования «Дня города», а также присвоения звания «Почетный гражданин города Петергофа» (сегодня – «Почетный житель Петергофа»).  Сам Виталий Андреевич Гущин был удостоен звания «Почетный гражданин Петергофа» 3 ноября 1991 года.
С 2010 года имя Виталия Андреевича Гущина носит Библиотека семейного чтения в Старом Петергофе. Ежегодно, ко Дню памяти краеведа, проводятся краеведческие «Гущинские» чтения.

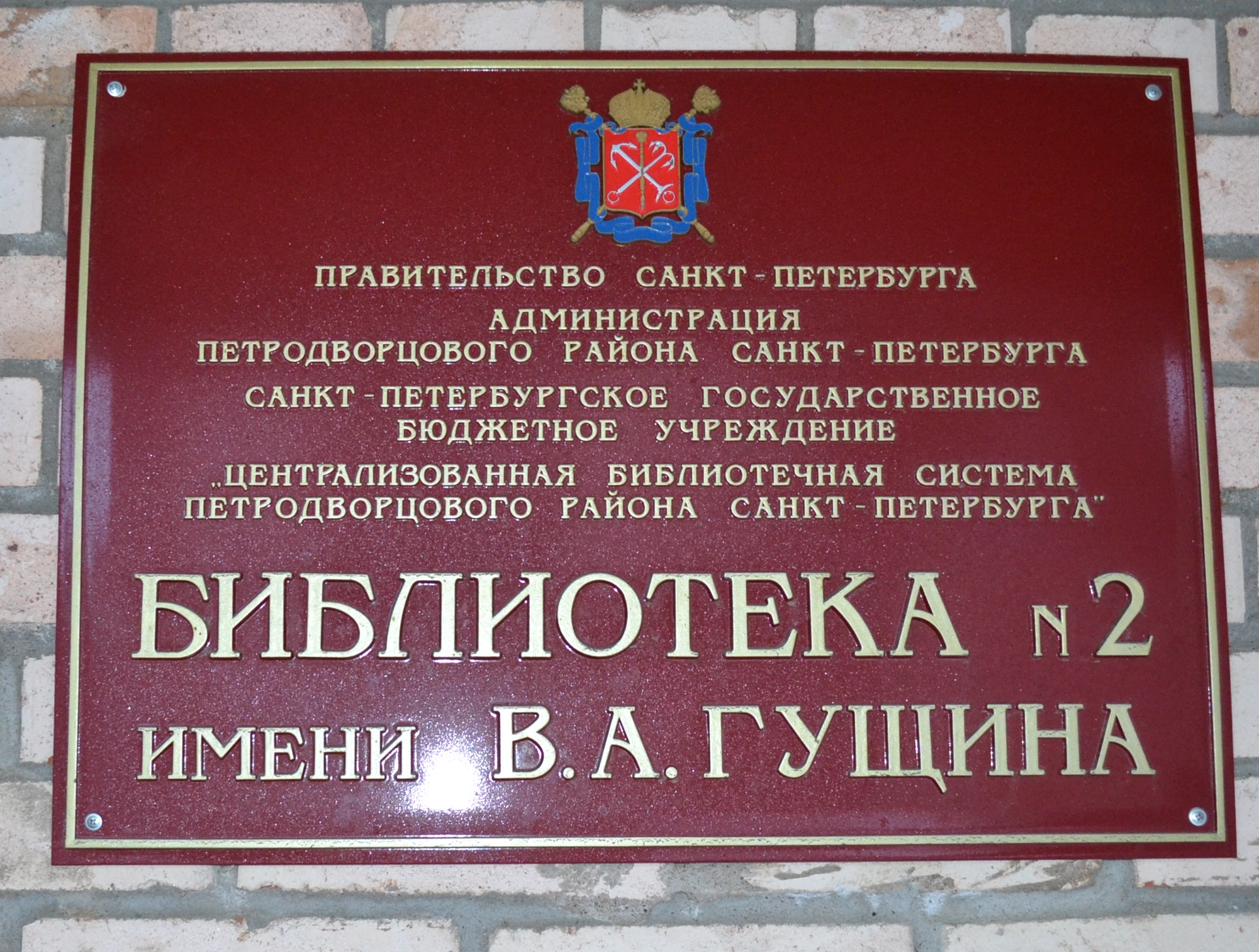
Вывеска библиотеки

31 мая 2017 года в Петергофе состоялось торжественное открытие городского фонтана на Торговой площади. Эта идея когда-то тоже родилась в беседе В. А. Гущина с М. И. Барышниковым, в то время занимавшим пост главы МО г. Петергофа. Краевед упомянул о том, что в 1841 году в центре города, где кипела жизнь и шла бойкая торговля, в то время находился бассейн с фонтанчиком для питья. Со временем  хозяйки облюбовали его для стирки, а в 1946 г. фонтан последний раз был упомянут в заметке о восстановлении послевоенного Петергофа в газете «По сталинскому пути». Наконец, после преодоления бюрократических препон и при поддержке Германа Грефа, современный городской фонтан занял свое историческое место, память о котором бережно хранил краевед.
Однако самая главная мечта В. А. Гущина, несмотря на многочисленные усилия неравнодушных людей, до сих пор не сбылась. Виталий Андреевич мечтал об открытии в Петергофе краеведческого музея, в который был готов передать свою уникальную коллекцию.